# Anthony Wagner
Sir Anthony Richard Wagner, KCB, KCVO, FSA (6 de setembro de 1908–5 de maio de 1995) foi um longevo servidor de ofício de armas no College of Arms em Londres. Ele serviu como Rei das Armas da Jarreteira (Garter Principal King of Arms) antes de ter o posto de Clarenceux King of Arms. Foi um dos mais profícuos autores sobre heráldica e genealogia do Século XX.
Wagner nasceu em uma família de origem germânica, da Silésia. Seu ancestral, Melchior Wagner, desembarcou na Inglaterra vindo da cidade Saxônica de Coburgo em 1709. Até a velhice, Wagner desenvolveu o gosto pela genealogia, e inventava e imaginava armas.
Estudou no Eton College e no Balliol College, Oxford. Por uma eventualidade, foi admitido no College of Arms como Portcullis Pursuivant Ordinário das Armas em 1931.
Foi promovido a Richmond Herald Ordinário das Armas em 1943 e Garter Principal King of Arms em 1961. em 1978, torna-se Clarenceux King of Arms.
Durante a Segunda Grande Guerra serviu no Gabinete de Guerra por quatro anos.